# Championnat des Antilles néerlandaises de football 2006-2007
Navigation
Saison précédente Saison suivante
La saison 2006-2007 du Championnat des Antilles néerlandaises de football est la quarante-troisième édition de la Kopa Antiano, le championnat des Antilles néerlandaises. Les deux meilleures équipes de Curaçao et de Bonaire se rencontrent lors d'un tournoi inter-îles. 
C'est le champion de Curaçao, le CSD Barber, tenant du titre, qui remporte à nouveau la compétition après avoir battu en finale l'autre représentant de l'île, le CRKSV Jong Colombia. Il s’agit du sixième titre de champion des Antilles néerlandaises de l’histoire du club.

## Compétition
Le barème utilisé pour établir les différents classements est le suivant :
- Victoire : 3 points
- Match nul : 1 point
- Défaite : 0 point

### Championnat de Curaçao

#### Phase régulière
| Rang | Équipe                    | Pts | J  | G  | N | P  | Bp | Bc | Diff |
| ---- | ------------------------- | --- | -- | -- | - | -- | -- | -- | ---- |
| 1    | CSD Barber                | 41  | 18 | 12 | 5 | 1  | 36 | 11 | +25  |
| 2    | UD Banda AbouT            | 30  | 18 | 9  | 3 | 6  | 34 | 21 | +13  |
| 3    | RKVFC Sithoc              | 29  | 18 | 8  | 5 | 5  | 27 | 21 | +6   |
| 4    | CRKSV Jong Colombia       | 28  | 18 | 8  | 4 | 6  | 32 | 28 | +4   |
| 5    | SV Hubentut Fortuna       | 27  | 18 | 6  | 9 | 3  | 26 | 23 | +3   |
| 6    | VESTA Willemstad          | 23  | 17 | 5  | 8 | 4  | 24 | 17 | +7   |
| 7    | Sport Unie Brion-Trappers | 20  | 18 | 5  | 5 | 8  | 17 | 35 | -18  |
| 8    | SV Victory Boys           | 19  | 18 | 5  | 4 | 9  | 16 | 18 | -2   |
| 9    | CRKSV Jong Holland        | 11  | 17 | 2  | 5 | 10 | 11 | 34 | -23  |
| 10   | RKSV Centro Dominguito -3 | 10  | 18 | 3  | 4 | 11 | 20 | 35 | -15  |

|  | Qualification pour le Kaya 6 |
|  | T : Tenant du titre          |

#### Kaya 6
| Rang | Équipe              | Pts | J | G | N | P | Bp | Bc | Diff |  | Résultats (▼ dom., ► ext.) | Bar | Hub | Ban | JCo | Wil | Sit |
| ---- | ------------------- | --- | - | - | - | - | -- | -- | ---- |  | -------------------------- | --- | --- | --- | --- | --- | --- |
| 1    | CSD Barber          | 10  | 5 | 3 | 1 | 1 | 9  | 4  | +5   |  | CSD Barber                 |     |     |     |     | 1-0 | 1-0 |
| 2    | SV Hubentut Fortuna | 10  | 5 | 3 | 1 | 1 | 9  | 6  | +3   |  | SV Hubentut Fortuna        | 1-0 |     |     |     | 2-1 |     |
| 3    | UD Banda AbouT      | 8   | 5 | 2 | 2 | 1 | 8  | 7  | +1   |  | UD Banda AbouT             | 1-1 | 1-1 |     | 1-5 |     | 3-0 |
| 4    | CRKSV Jong Colombia | 6   | 5 | 2 | 0 | 3 | 10 | 12 | -2   |  | CRKSV Jong Colombia        | 2-6 | 1-3 |     |     |     |     |
| 5    | VESTA Willemstad    | 4   | 5 | 1 | 1 | 3 | 2  | 5  | -3   |  | VESTA Willemstad           |     |     | 0-2 | 1-0 |     | 0-0 |
| 6    | RKVFC Sithoc        | 4   | 5 | 1 | 1 | 3 | 4  | 8  | -4   |  | RKVFC Sithoc               |     | 3-2 |     | 1-2 |     |     |

|  | Qualification pour le Kaya 4 |
|  | T : Tenant du titre          |

#### Kaya 4
| Rang | Équipe              | Pts | J | G | N | P | Bp | Bc | Diff |  | Résultats (▼ dom., ► ext.) | JCo | Bar | Ban | Hub |
| ---- | ------------------- | --- | - | - | - | - | -- | -- | ---- |  | -------------------------- | --- | --- | --- | --- |
| 1    | CRKSV Jong Colombia | 7   | 3 | 2 | 1 | 0 | 9  | 3  | +6   |  | CRKSV Jong Colombia        |     |     | 4-1 | 4-1 |
| 2    | CSD Barber          | 4   | 3 | 1 | 1 | 1 | 5  | 6  | -1   |  | CSD Barber                 | 1-1 |     |     |     |
| 3    | UD Banda AbouT      | 3   | 3 | 1 | 0 | 2 | 9  | 9  | 0    |  | UD Banda AbouT             |     | 3-4 |     | 5-1 |
| 4    | SV Hubentut Fortuna | 3   | 3 | 1 | 0 | 2 | 4  | 9  | -5   |  | SV Hubentut Fortuna        |     | 2-0 |     |     |

|  | Qualification pour la Kopa Antiano et la finale |
|  | T : Tenant du titre                             |

#### Finale
| 1er juillet 2007 | CSD Barber                             | 2 - 1 | CRKSV Jong Colombia | Ergilio Hato Stadion, Willemstad            |                                             |
|                  | Kenneth Kunst 32e · Richenel Doran 74e |       | 58e Djarston Torbed | Spectateurs : 9 000 Arbitrage : Edsel Demie | Spectateurs : 9 000 Arbitrage : Edsel Demie |

### Championnat de Bonaire

#### Phase régulière
| Rang | Équipe             | Pts | J  | G  | N | P  | Bp | Bc | Diff |
| ---- | ------------------ | --- | -- | -- | - | -- | -- | -- | ---- |
| 1    | Real Rincon        | 37  | 18 | 11 | 4 | 3  | 42 | 20 | +22  |
| 2    | SV Estrellas       | 36  | 18 | 10 | 6 | 2  | 36 | 14 | +22  |
| 3    | SV VespoT          | 33  | 18 | 9  | 6 | 3  | 38 | 22 | +16  |
| 4    | SV Juventus        | 30  | 18 | 8  | 6 | 4  | 40 | 20 | +20  |
| 5    | SV Uruguay         | 22  | 18 | 6  | 4 | 8  | 27 | 32 | -5   |
| 6    | SV Vitesse         | 15  | 18 | 4  | 3 | 11 | 24 | 47 | -23  |
| 7    | Atlétiko Tera Kòrá | 1   | 18 | 0  | 1 | 17 | 12 | 64 | -52  |

|  | Qualification pour le Kaya 4 |
|  | T : Tenant du titre          |

#### Kaya 4
| Rang | Équipe       | Pts | J | G | N | P | Bp | Bc | Diff |  | Résultats (▼ dom., ► ext.) | Ves | Rea | Est | Juv |
| ---- | ------------ | --- | - | - | - | - | -- | -- | ---- |  | -------------------------- | --- | --- | --- | --- |
| 1    | SV VespoT    | 14  | 6 | 4 | 2 | 0 | 8  | 3  | +5   |  | SV VespoT                  |     | 2-0 | 1-1 | 1-1 |
| 2    | Real Rincon  | 9   | 6 | 3 | 0 | 3 | 7  | 6  | +1   |  | Real Rincon                | 0-1 |     | 2-0 | 3-1 |
| 3    | SV Estrellas | 8   | 6 | 2 | 2 | 2 | 8  | 9  | -1   |  | SV Estrellas               | 1-2 | 2-1 |     | 2-2 |
| 4    | SV Juventus  | 2   | 6 | 0 | 2 | 4 | 5  | 10 | -5   |  | SV Juventus                | 0-1 | 0-1 | 1-2 |     |

|  | Qualification pour la Kopa Antiano et la finale |
|  | T : Tenant du titre                             |

#### Finale
| 3 août 2007 | SV Vespo            | 1 - 0 | Real Rincon | Kralendijk |
|             | Shahairo Oleana 15e |       |             |            |

### Kopa Antiano
Les quatre clubs qualifiés (SV Vespo et Real Rincon pour Bonaire, CSD Barber et CRKSV Jong Colombia pour Curaçao) sont regroupés au sein d'une poule unique où chaque équipe rencontre les deux formations de l'autre île. Les deux premiers de la poule se qualifient pour la finale du championnat.

#### Phase de poule
| Rang | Équipe              | Pts | J | G | N | P | Bp | Bc | Diff |  | Résultats (▼ dom., ► ext.) | Bar | Col | Ves | Rea |
| ---- | ------------------- | --- | - | - | - | - | -- | -- | ---- |  | -------------------------- | --- | --- | --- | --- |
| 1    | CSD BarberT         | 6   | 2 | 2 | 0 | 0 | 3  | 0  | +3   |  | CSD BarberT                |     |     | 2-0 |     |
| 2    | CRKSV Jong Colombia | 4   | 2 | 1 | 1 | 0 | 2  | 0  | +2   |  | CRKSV Jong Colombia        |     |     |     | 2-0 |
| 3    | SV Vespo            | 1   | 2 | 0 | 1 | 1 | 0  | 2  | -2   |  | SV Vespo                   |     | 0-0 |     |     |
| 4    | Real Rincon         | 0   | 2 | 0 | 0 | 2 | 0  | 3  | -3   |  | Real Rincon                | 0-1 |     |     |     |

|  | Qualification pour la finale |
|  | T : Tenant du titre          |

#### Finale
| 26 août 2007 | CSD Barber                                           | 4 - 2 | CRKSV Jong Colombia                              | Ergilio Hato Stadion, Willemstad |  |
|              | Edgar Cassiani 41e · Shairon Bernardus 55e, 70e, 84e |       | 8e Eder Constancia · 73e (pen.) Sherthon Thorbed |                                  |  |

## Bilan de la saison
| Championnat des Antilles néerlandaises de football 2006-2007 |                       |
| Champion                                                     | CSD Barber (6e titre) |
| Qualifications continentales                                 |                       |
| CFU Club Championship 2007                                   | CSD Barber            |
| CFU Club Championship 2007                                   | CRKSV Jong Colombia   |
| Promotions et relégations                                    |                       |
| Promus en Kopa Antiano                                       | Aucun                 |
| Relégués                                                     | Aucun                 |